# Arnošt Bart
Arnošt Bart (ur. 29 sierpnia 1870 w Lětonju/Litten, zm. 15 lutego 1956 w Brězynce/Briesing) – łużycki działacz narodowy.
Był jednym z najważniejszych przedstawicieli narodowego ruchu łużyckiego i współzałożycielem związku Domowina. W listopadzie 1918 stanął na czele powstałego w Budziszynie Łużyckiego Komitetu Narodowego (Serbski narodny wuběrk). Komitet ten ogłosił niepodległość Łużyc, odwołując się do deklaracji Wilsona. Był delegatem na konferencję pokojową w Paryżu w 1919, ale mimo poparcia delegatów czeskich nie uzyskał tam niczego dla sprawy łużyckiej. Po powrocie z Paryża został postawiony przed sądem pod zarzutem zdrady stanu i skazany na więzienie. Domagał się utworzenia państwa łużyckiego oraz przeprowadzenia reformy rolnej.